# Trage beekkever
Elmis aenea is een keversoort uit de familie beekkevers (Elmidae). De wetenschappelijke naam van de soort werd in 1806 als Limnius aenea gepubliceerd door Philipp Wilbrand Jacob Müller.